# Chamonix-Mont-Blanc
Chamonix-Mont-Blanc (seit 1921 offizieller Name), meistens kurz Chamonix genannt, ist eine französische Gemeinde mit 8.673 Einwohnern (Stand: 1. Januar 2022) im Département Haute-Savoie in der Region Auvergne-Rhône-Alpes. Die Gemeinde ist ein Skiort und Zentrum des Alpinismus in Frankreich und erlangte weltweite Bekanntheit als Austragungsort der I. Olympischen Winterspiele.
Chamonix-Mont-Blanc wurde im Rahmen der Alpenkonvention zur Alpenstadt des Jahres 2015 gekürt.

## Geografie

### Lage

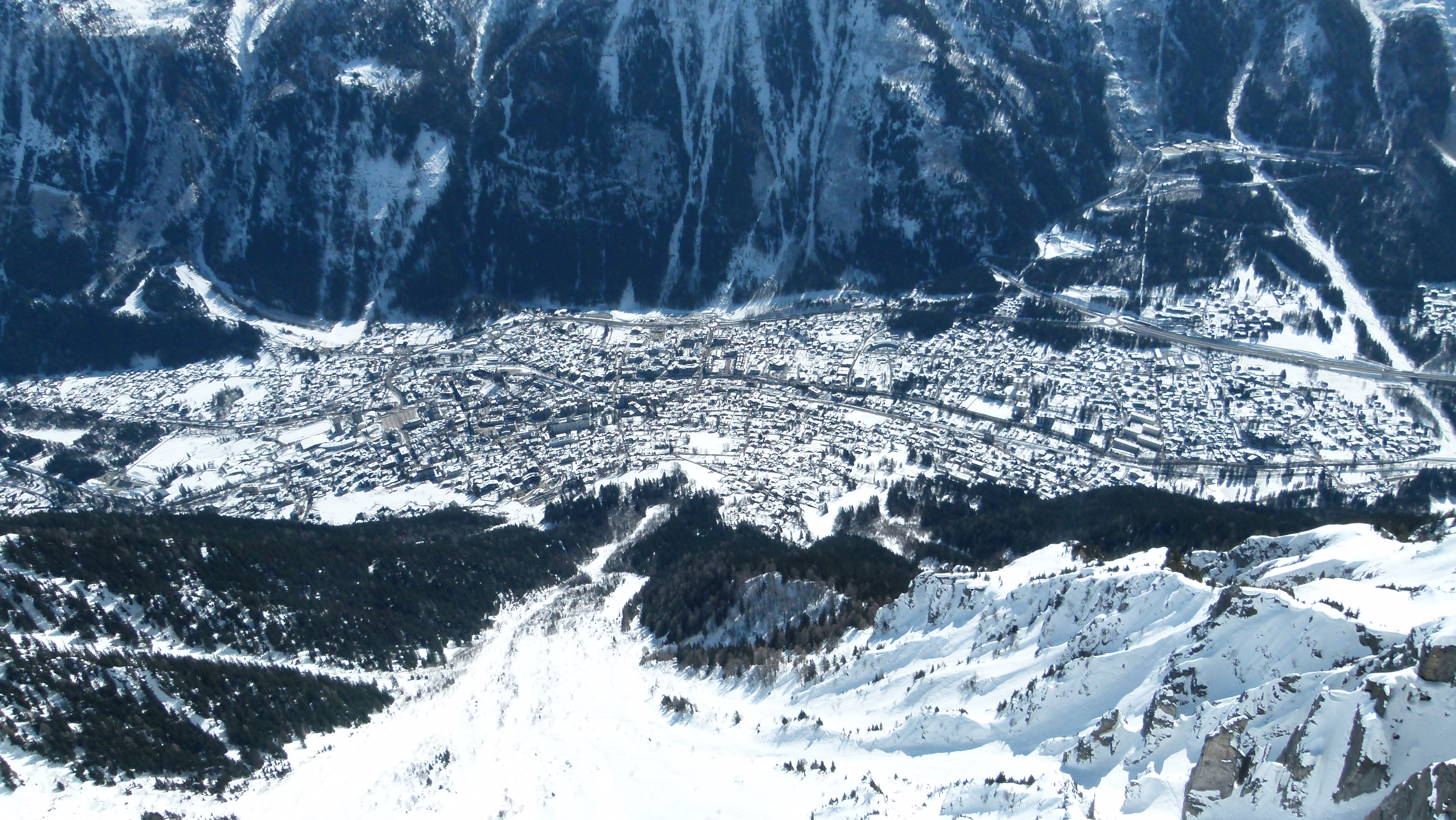
Blick auf Chamonix

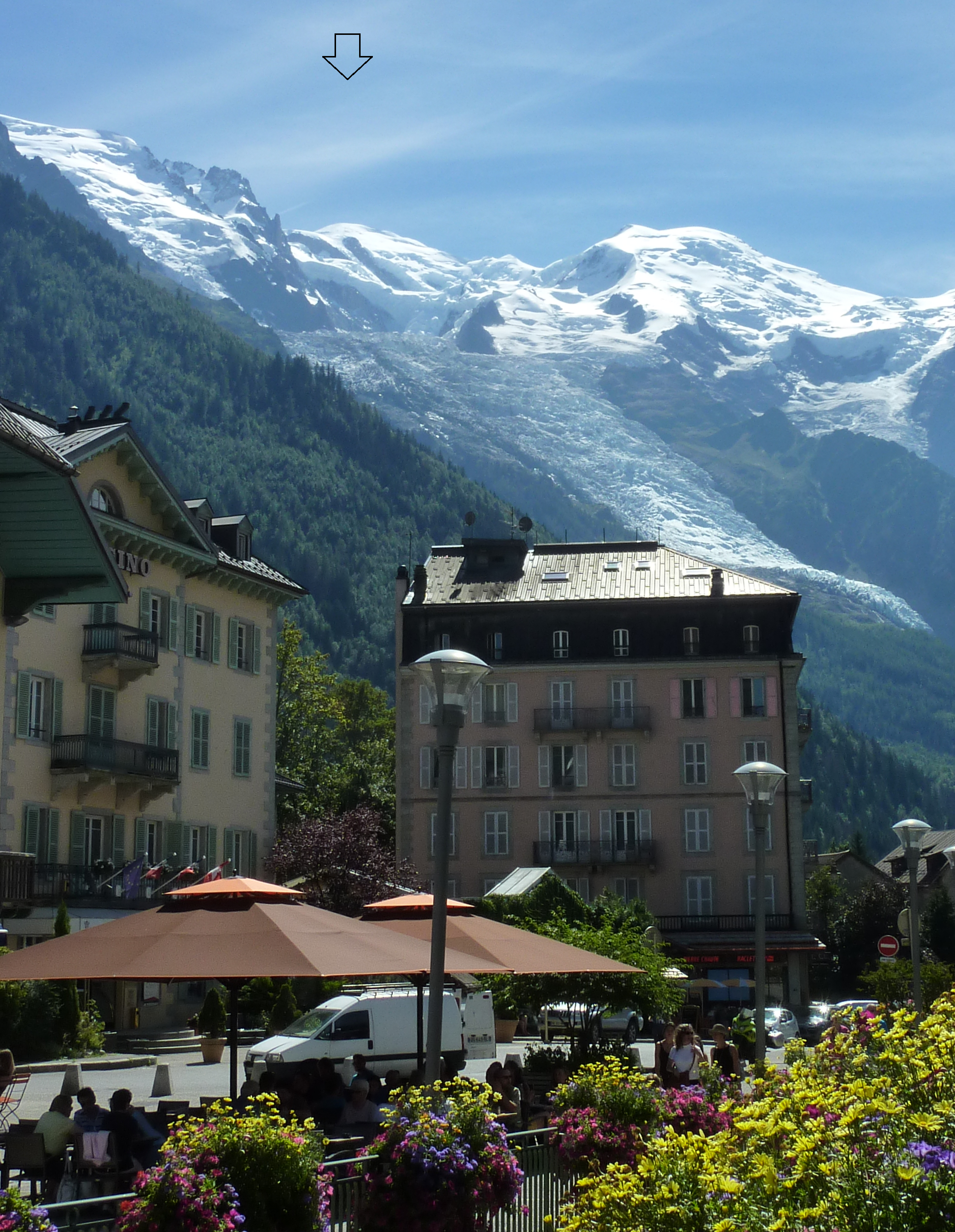
Mont-Blanc über Chamonix

Chamonix ist die östlichste Gemeinde des Départements Haute-Savoie. Sie liegt im Tal der Arve, die sich hier mit dem l’Arveyron, Abfluss des Gletschers Mer de Glace, vereinigt. Direkt im Süden wird der Ort vom Mont-Blanc-Massiv überragt, von dem der Glacier des Bossons nach Chamonix hinunterfließt. Im Norden begrenzt der Gebirgszug der Aiguilles Rouges (Naturschutzgebiet) das Tal.

### Ortsteile
Zu Chamonix gehören mehrere Ortsteile bzw. Ortschaften wie Les Bossons, Les Praz de Chamonix, Les Tines und Le Lavancher.
Zur Gemeinde zählen auch der Ort Argentière mit dem Skigebiet Les Grands Montets sowie Le Tour im Norden des Tals von Chamonix.

## Geschichte
Die Geschichte von Chamonix lässt sich bis in das 11. Jahrhundert zurückverfolgen, als das Tal vom Grafen Aimon I. von Genf an das Kloster Sacra di San Michele verschenkt wurde. Die erste touristische Erschließung begann Ende des 18. und Anfang des 19. Jahrhunderts.

## Verkehr
Nach Nordosten ist Chamonix über den Gebirgspass Col des Montets (1461 m) mit der Schweiz verbunden.

### Schienenverkehr
Chamonix-Mont-Blanc liegt an der meterspurigen Bahnstrecke Saint-Gervais–Vallorcine. Im Bahnhof Saint-Gervais-les-Bains-Le Fayet besteht Anschluss an die normalspurige Bahnstrecke La Roche-sur-Foron–Saint-Gervais und TGV-Züge nach Paris sowie an die ebenfalls meterspurige Tramway du Mont-Blanc, einer Zahnradbahn zum Glacier de Bionnassay. In Vallorcine besteht Anschluss in die Schweiz über die ebenfalls meterspurige Bahnstrecke der ehemaligen Martigny-Châtelard-Bahn, welche seit dem 1. Januar 2000 Teil der Transports de Martigny et Régions bildet. Die Strecke führt nach Martigny im Kanton Wallis.
In Chamonix-Mont-Blanc beginnt außerdem die meterspurige Chemin de fer du Montenvers, eine Zahnradbahn auf den 1913 Meter hohen Montenvers.

### Seilbahn
Aus dem Tal von Chamonix-Mont-Blanc führt eine Seilbahn auf den 3842 Meter hohen Aiguille du Midi. Die Telepherique d'Aiguille du Midi erreicht über eine Zwischenstation auf der Plan de l’Aiguille in 2310 Meter Höhe die Bergstation auf 3777 Meter Höhe.

## Tourismus

### Wintersport

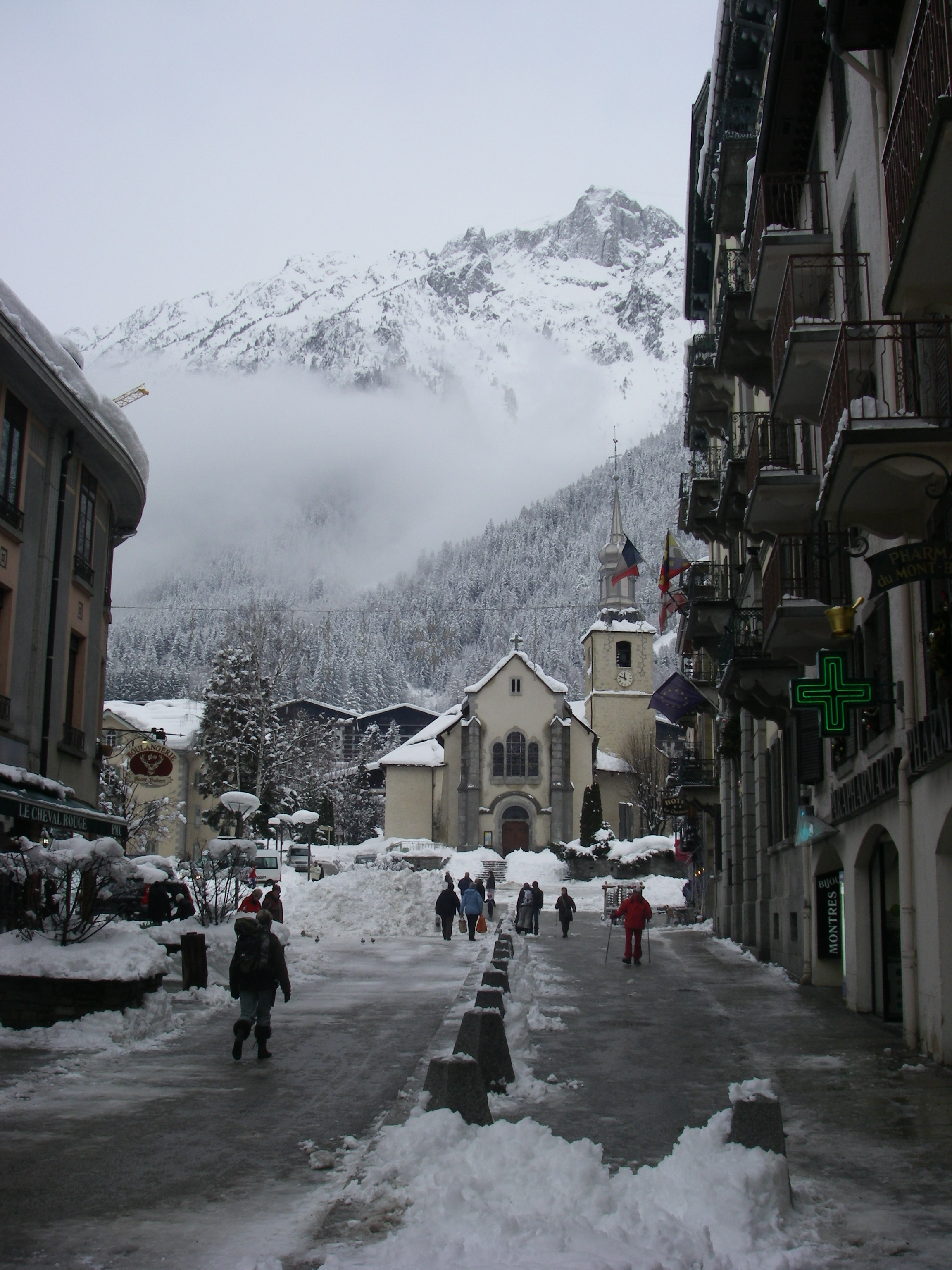
Chamonix im Winter 2012

Chamonix ist einer der größten und bekanntesten Wintersportorte Frankreichs.
Zu Chamonix gehören die beiden Skiberge Le Brévent und La Flégère. An letzterem befindet sich ein Familienskigebiet, während Le Brévent vor allem mittelschwere und sehr schwere Pisten bietet. Die beiden Skigebiete sind durch eine Verbindungsbahn (Flégère/Brévent Liaison) lifttechnisch verknüpft. 
Direkt am Ortsrand befindet sich auch noch das kleine Skigebiet Les Planards, das hauptsächlich als Übungsgebiet für Anfänger dient. Weiter nördlich am Talende findet sich das weitläufige Skigebiet Domain de Balme, zu dem von Le Tour (1480 m) und von Vallorcine (1260 m) Gondelbahnen führen.
Die einzelnen Skigebiete und Ortsteile im oberen Tal der Arve sind durch ein öffentliches Bussystem miteinander verbunden und teilweise auch durch die Bahnlinie St. Gervais-Vallorcine erreichbar. Zu den Skigebieten gehören
- Domaine de Balme (Vallorcine/Le Tour), 29 Pistenkilometer
- Grands Montets (Argentière), 29 Pistenkilometer
- Aiguille du Midi (Chamonix), erschließt die Abfahrt durch das Gletschertal Vallée Blanche mit dem größten Höhenunterschied der Alpen mit 2753 Höhenmetern, ist allerdings weder präpariert noch markiert und aufgrund des hochalpinen Geländes nur mit Bergführer empfohlen
- Les Planards (Chamonix), 2,5 Pistenkilometer
- Brévent/Flégère (Chamonix/Les Praz), 56 Pistenkilometer
- Les Houches, auch von Saint-Gervais-les-Bains mit der Tramway du Mont-Blanc erreichbar, 55 Pistenkilometer

Mit dem Skipass „Mont Blanc Unlimited“ sind alle diese Gebiete sowie das Skigebiet Megève/Saint-Gervais-les-Bains befahrbar, ab zwei Tagen ferner Courmayeur und ab sechs Tagen Verbier/4 Vallées.
In Chamonix befindet sich das Centre Nationale du Ski et de l’Alpinisme (Nationales Zentrum für Skisport und Alpinismus). Der Ort ist auch Ausgangspunkt der Haute Route, einer hochalpinen, mehrtägigen Skidurchquerung, die durch die Walliser Alpen bis nach Zermatt (Schweiz) führt, sowie des Ultra-Trail du Mont-Blanc, eines der anspruchsvollsten Bergmarathons weltweit.
Chamonix ist ein Zentrum für Freeriding und Extremskifahren. Der höchste Punkt des Skigebiets ist die Aiguille du Midi mit 3842 m, auf deren Gipfel die zweithöchste Seilbahn Europas führt, mit einem der Ausgangspunkte für Bergsteiger, die den Mont Blanc bezwingen wollen. Die Aiguille du Midi ist ebenfalls der Ausgangspunkt für die Gletscherabfahrt durch das Vallée Blanche und über das Mer de Glace.
| Anzahl der Pisten | 69                                          |
| Gesamtlänge       | 152 km                                      |
| – leicht          | 52 km                                       |
| – mittel          | 70 km                                       |
| – schwer          | 30 km                                       |
| Längste Abfahrt   | Les Grands Montets, 2,1 km Höhenunterschied |
| Schneekanonen     | 54                                          |
| Liftanlagen       | 47                                          |
| – Gondeln         | 12                                          |
| – Sessellifte     | 16                                          |
| – Schlepplifte    | 19                                          |
| Saison            | Dezember–April                              |

### Bergsport im Sommer

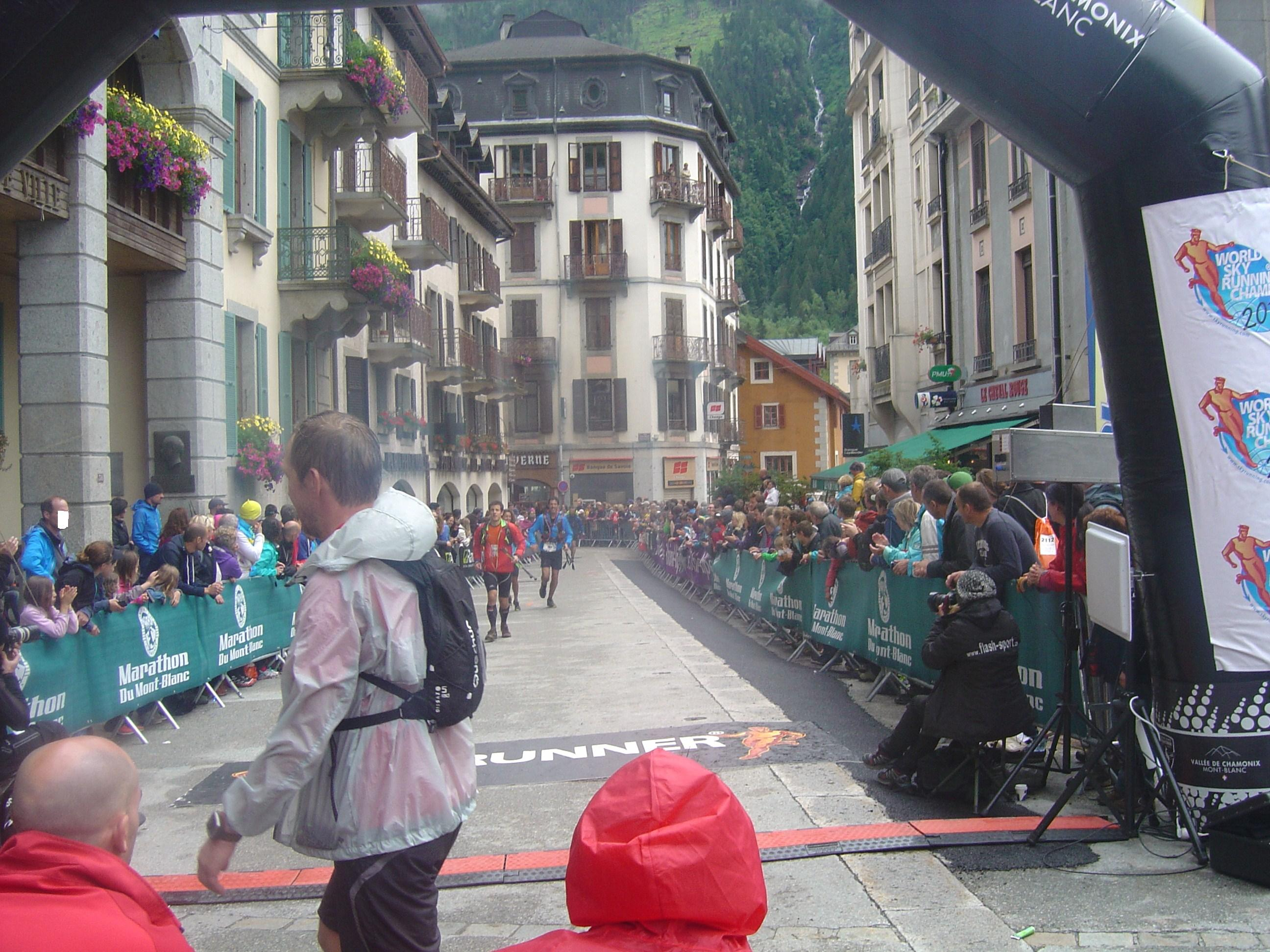
Zieleinlauf des Marathon du Mont Blanc

Chamonix ist Ausgangsort für zahlreiche Trekkingtouren, darunter auch die Tour du Mont-Blanc. Jährlich im Juni findet der Marathon du Mont Blanc statt.
Es ist auch möglich, bei Chamonix Base-Jumping zu betreiben.

## Partnerstädte
Chamonix unterhält Partnerschaften mit:
- Garmisch-Partenkirchen, Deutschland
- Courmayeur, Italien
- Cilaos, Réunion, Frankreich
- Davos, Schweiz
- Aspen, Colorado, USA
- Fujiyoshida, Japan

## Persönlichkeiten
- Michel-Gabriel Paccard (1757–1827), Arzt und Alpinist
- Jacques Balmat (1762–1834), Bergführer, Bergsteiger und Kristallsucher
- Michel Croz (1830–1865), Bergführer, Erstbesteiger des Matterhorns
- Henri Couttet (1901–1953), Eishockeyspieler
- Fernand Mermoud (1913–1940), Skilangläufer
- Georgette Thiollière (1920–2010), Skirennläuferin
- James Couttet (1921–1997), Skirennläufer
- Marysette Agnel (1926–1958), Skirennläuferin
- Lucienne Schmith (1926–2022), Skirennläuferin
- Charles Bozon (1932–1964), Skirennläufer
- Paul-Henry Nargeolet (1946–2023), Tiefseeforscher und Titanic-Experte
- Françoise Bozon (* 1963), Skirennläuferin
- Delphyne Burlet (* 1966), Biathletin
- Carole Stanisière (* 1970), Skilangläuferin
- Jan Henri Ducroz (* 1971), Curler
- Richard Gay (* 1971), Freestyle-Skier
- Thomas Dufour (* 1973), Curler
- Laurent Gras (* 1976), Eishockeyspieler
- Marco Siffredi (1979–2002), Extrem-Snowboarder
- Chloé Georges (* 1980), Freestyle-Skierin
- Jan Guryca (* 1982), Eishockeytorwart
- Tony Angiboust (* 1983), Curler
- Richard Ducroz (* 1983), Curler
- Guillermo Fayed (* 1985), Skirennläufer
- Anthony Obert (* 1985), Skirennläufer
- Jonathan Félisaz (* 1985), Nordischer Kombinierer und Skispringer
- Jonas Devouassoux (* 1989), Freestyle-Skier
- Geoffrey Lafarge (* 1989), Nordischer Kombinierer
- Enora Latuillière (* 1992), Biathletin